# Sheyla Smanioto
Sheyla Cristina Smanioto Macedo (Diadema, 1990) é uma escritora brasileira.
Graduou-se em Estudos Literários pela Unicamp, onde em seguida fez o mestrado em Teoria Literária. Seu romance de estreia, Desesterro, venceu o Prêmio Sesc de Literatura e foi finalista do Prêmio São Paulo de Literatura. Participou da antologia Golpe: Antologia-Manifesto (2016), organizada em protesto contra o governo Temer.
Dirigiu em 2013 o curta-metragem curta Osso da Fala, premiado pelo Rumos Itaú Cultural.

## Obras
- 2012 - Dentro e Folha (Dulcineia Catadora) - poesia
- 2014 - No Ponto Cego (vencedora do IV Concurso Jovens Dramaturgos) - teatro
- 2015 - Desesterro  (Editora Record) - romance